# Cattedrale dell'Assunzione (Thurles)
La cattedrale dell'Assunzione (in inglese: Cathedral of the Assumption) è la cattedrale cattolica di Thurles, in Irlanda, e sede dell'arcidiocesi di Cashel e Emly.

## Storia
La cattedrale sorge sul sito di una preesistente cappella, nel centro di Thurles. La sua costruzione ha avuto inizio nel 1865 su progetto dell'architetto James Joseph McCarthy. L'edificio è in stile neoromanico e la facciata è stata modellata su quella del Duomo di Pisa. La chiesa è stata consacrata dall'arcivescovo Thomas William Croke il 21 giugno 1879.
Tra le molte caratteristiche architettoniche emergono per bellezza e ricchezza delle decorazioni il rosone, il battistero e l'altare. Ma il bene artistico più prezioso è il tabernacolo realizzato da Giovanni Giacomo Della Porta, allievo di Michelangelo.
La cattedrale è stata in gran parte rinnovata e ristrutturata in occasione del suo centenario, nel 1979.